# Voitsreuth
Voitsreuth ist ein Gemeindeteil der Gemeinde Hummeltal im Landkreis Bayreuth (Oberfranken, Bayern). Voitsreuth liegt in der Gemarkung Creez.

## Geografie
Westlich und südlich des Weilers grenzt der Glashüttener Forst an, der mit seinen Erhebungen zur nördlichen Fränkischen Schweiz zählt. Im Norden und Osten ist der Ort von Acker- und Grünland umgeben. Diese gehören zur Landschaft Hummelgau. Eine Gemeindeverbindungsstraße führt an Lenz vorbei nach Schobertsreuth (1 km nördlich) bzw. nach Gubitzmoos (0,6 km östlich).

## Geschichte
Gegen Ende des 18. Jahrhunderts bestand Voitsreuth aus sechs Anwesen. Die Hochgerichtsbarkeit und Dorf- und Gemeindeherrschaft stand dem bayreuthischen Stadtvogteiamt Bayreuth zu. Grundherren waren das Hofkastenamt Bayreuth (3 Halbhöfe, 1 Sölde) und das Stift- und Pfründamt Bayreuth (2 Achtelhöfe).
Von 1797 bis 1810 unterstand der Ort dem Justiz- und Kammeramt Bayreuth. Mit dem Gemeindeedikt wurde Voitsreuth dem 1812 gebildeten Steuerdistrikt Pettendorf zugewiesen. Zugleich entstand die Ruralgemeinde Voitsreuth. Sie war in Verwaltung und Gerichtsbarkeit dem Landgericht Bayreuth zugeordnet und in der Finanzverwaltung dem Rentamt Bayreuth. Mit dem Gemeindeedikt von 1818 erfolgte die Eingemeindung nach Creez. Am 1. April 1971 wurde Voitsreuth im Zuge der Gebietsreform in Bayern in die Gemeinde Hummeltal eingegliedert.

### Baudenkmäler
- Haus Nr. 4: Bauernhaus mit Backhaus und Scheune
- Haus Nr. 6: Wohnstallhaus (Denkmalschutz mittlerweile aufgehoben)

### Einwohnerentwicklung
| Jahr      | 001819 | 001822 | 001861 | 001871 | 001885 | 001900 | 001925 | 001950 | 001961 | 001970 | 001987 | 002022 |
| Einwohner | 37     | 34     | 45     | 44     | 46     | 43     | 42     | 37     | 21     | 22     | 14     | 16     |
| Häuser    |        | 6      |        |        | 5      | 6      | 5      | 5      | 5      |        | 5      |        |
| Quelle    | [ 9 ]  | [ 6 ]  | [ 10 ] | [ 11 ] | [ 12 ] | [ 13 ] | [ 14 ] | [ 15 ] | [ 16 ] | [ 17 ] | [ 18 ] | [ 1 ]  |

## Religion
Voitsreuth ist seit der Reformation evangelisch-lutherisch geprägt und war ursprünglich nach St. Michael (Lindenhardt) gepfarrt. Seit der zweiten Hälfte des 19. Jahrhunderts ist die Pfarrei St. Bartholomäus (Mistelgau) zuständig.